# Khtzkonk
Khtzkonk (en arménien Խծկոնք, en turc Beşkilise, « cinq églises ») est un monastère arménien situé en Turquie orientale, près de la frontière arménienne. Érigé du VIIe au XIIIe siècle, ce centre religieux a été largement détruit dans les années 1950.

## Situation géographique
Pour un article plus général, voir Ayrarat.
Le complexe est situé dans une gorge en Turquie orientale, à 25 km au sud-ouest d'Ani, l'ancienne capitale arménienne, près de l'actuel village de Digor (province de Kars).
Historiquement, Khtzkonk est situé dans le canton de Shirak de la province d'Ayrarat, une des quinze provinces de l'Arménie historique selon le géographe du VIIe siècle Anania de Shirak.

## Histoire
On sait très peu de choses au sujet de la fondation de ce monastère, abandonné lors de la période mongole au XIIIe siècle et rénové après la conquête russe de la région de Kars en 1878. Le monastère est à nouveau abandonné en 1920 lorsque cette région est intégrée à la Turquie ; selon les locaux, l'armée turque le fait exploser dans les années 1950, ne laissant subsister que Sourp Sargis, davantage fragilisée par un tremblement de terre en 1988.

## Bâtiments
Pour un article plus général, voir Architecture arménienne.
Le monastère se compose de cinq églises : Sourp Karapet (« Saint-Jean-le-Précurseur », une tétraconque datant du VIIe ou du Xe siècle), Sourp Astvatsatsin (« Sainte-Mère-de-Dieu »), Sourp Stepanos (« Saint-Étienne », une croix inscrite), Sourp Grigor (« Saint-Grégoire », légèrement à l'écart) et Sourp Sargis (« Saint-Serge », une tétraconque inscrite, Xe / XIe siècle).